# Croix de Laval-Atger
La croix de Laval-Atger est une croix située sur la commune de Laval-Atger, dans le département de la Lozère, en France.

## Description
Elle est de style gothique flamboyant.

## Historique
Cette croix date du XVIe siècle.
L'édifice est inscrit au titre des monuments historiques en 1939.